# VK Mobile
VK Mobile fue una compañía de Corea del Sur, especializada en la fabricación de teléfonos móviles. Pertenece al grupo VK, acrónimo de Viable Korea. Inició sus actividades en 2001. 
En sus orígenes fue suministradora de baterías de Samsung, y en 2001 comenzó a fabricar teléfonos bajo la marca VK Mobile.
Actualmente se dirige principalmente a los mercados domésticos de Japón, Hong Kong, China, Europa, Australia, Taiwán, Estados Unidos y Canadá. Sus terminales se caracterizan por un cuidado diseño y que incorporan la última tecnología en móviles: pantallas OLED, conectividad Bluetooth, etc. Hasta la fecha, su principal tecnología patentada ha sido la CDMA (Code division multiple access), pero tiene planes de seguir investigando en el campo de la telefonía móvil.
A pesar de su juventud y de no pertenecer a ninguna gran empresa tecnológica, VK Mobile tiene presencia en todo el mundo. Los terminales telefónicos de VK Mobile se comercializan en 25 países. Sus mercados principales son Extremo Oriente, Estados Unidos y Europa.